# Indien I
Indus I
Indien I (désignation internationale Indus I, en abrégé Ind I), aussi connue comme DES J2108.8-5109, est une galaxie naine située à une distance d'environ 100 kiloparsecs du Soleil, dans la constellation australe de l'Indien.

## Découverte
Indien I a été découverte grâce aux données collectées par le Dark Energy Survey (DES) avec le télescope Víctor M. Blanco de l'Observatoire interaméricain du Cerro Tololo au Chili.
Sa découverte a été annoncée en 2015 par Sergey E. Koposov, Vasily Belokurov, Gabriel Torrealba et N. Wyn Evans.

## Caractéristiques
La galaxie naine est probablement sphéroïdale et ultra-pâle.
Elle serait un des satellites de notre galaxie, la Voie lactée, et appartiendrait ainsi au sous-Groupe local.